# Carlos V, Duque de Lorena
Carlos V da Lorena, nascido Carlos Leopoldo Nicolau Sixto (em francês:  Charles Léopold Nicolas Sixte; Viena, 3 de abril de 1643 — Wels, 18 de abril de 1690), foi Duque da Lorena, de Bar e Teschen de 1675 a 1690, no tempo em que a Lorena estava ocupada pela França. Ele encontrou refúgio com os Habsburgos, em cujos serviços fez uma notável carreira militar.
A ligação com os Habsburgos foi reforçada com seu casamento em 1678 com a Arquiduquesa Leonor Maria Josefa da Áustria (1653-1697), filha de Fernando III de Habsburgo e Leonor Gonzaga. Ela era viúva de Miguel I Korybut Wiśniowiecki, Rei da Polônia, tendo passado a seus herdeiros a herança dos Gonzaga de Mântua.
Carlos V era o irmão mais novo de Fernando Filipe da Lorena que morreu com a idade de 20 anos em 1659, e com a morte de sua tia ele herdou o Ducado de Bar.
No serviço Imperial, Carlos conduziu o contingente Imperial no exército que libertou Viena e a Hungria dos turcos em 1683. (Veja Batalha de Viena). Ele havia se destacado na batalha de 1 de agosto de 1664, lutando entre as forças Imperiais contra os turcos e havia participado da campanha na Hungria com o general Johann Sporck em 1671. Ele estava no comando no cerco a Murau na Estíria. No ano seguinte ele esteve na cavalaria Imperial sob o comando de Raimondo Montecuccoli. Em Seneffe em 1674 ele foi ferido na cabeça; em 1676 ele esteva presente no cerco a Philipsburgo. Finalmente, nomeado generalíssimo do exército Imperial em 1683, ele ajudou o rei da Polônia na Batalha de Viena.

## Aspirações políticas e Casamento
Dado que fora despojado do seu património hereditário, Carlos V da Lorena teve que ganhar um património por si próprio. Ele ficou noivo de Maria Joana de Saboia em 4 de fevereiro de 1662. Contudo, abandonou este casamento quando trocou a corte francesa pela imperial. Quando o seu irmão mais velho Fernando Filipe de Lorena morreu em 1659, Carlos herdou o Ducado de Bar. Em 1669, apresentou-se como candidato ao trono da Polónia-Lituânia, mas foi derrotado por Miguel Korybut Wiśniowiecki.
Em 1678, casou com a Arquiduquesa Leonor da Áustría, viúva do rei Miguel I da Polónia. Leonor era filha do imperador Fernando III de Habsburgo e da imperatriz Leonor de Gonzaga-Nevers. Pelo seu casamento, Carlos V herdou o património dos Gonzaga de Mântua. Ele voltou a tentar ser coroado rei da Polónia-Lituãnia mas, desta vez, perdeu a eleição a favor de João III Sobieski. O Casamento com Leonor demonstrou ser prospero para a sua família, especialmente quando, mais tarde, o seu neto Franciso III da Lorena veio a ser eleito imperador do Sacro Império com o nome de Francisco I.
Do seu casamento com Leonor nasceram 6 filhos:
- Leopoldo de Lorena (1679–1729), que sucedeu ao pai como Duque da Lorena;
- Carlos José de Lorena (1680–1715), príncipe-bispo de Olomouc;
- Leonor de Lorena (1682);
- Carlos Fernando de Lorena (1683–1685);
- José Inocêncio Emanuel de Lorena (1685–1705), general;
- Francisco António José de Lorena (1689–1715). Abade em Malmedy e em Stavelot.